# Switches
Gli Switches sono stati un gruppo musicale indie rock britannico formato nel 2005 e attivo fino al 2008.

## Storia
Matt Bishop aveva già scritto canzoni e fatto musica nell'Essex sin dall'età di cinque anni. Terminato il college prese con sé alcuni compagni che condividevano il suo stesso interesse musicale, facendo nascere il gruppo Matt Rock & the Others. Frequentando assieme l'università di Guildford, nel Surrey, hanno partecipato alle competizioni musicali universitarie, vincendo nel 2002 il primo premio. Pensando di avere un futuro musicale hanno lasciato la scuola per dedicarsi seriamente alla musica, cambiando il nome in Switches, al fine di "evocare qualcosa che non fosse già sentito, qualcosa di semplice e audace".
Il 10 luglio 2006 hanno pubblicato il loro primo EP con la Degenerate Records, Message from Yuz. Ad agosto dello stesso anno iniziano a registrare il loro primo album al Sunset Sound Studios di Los Angeles (dove Prince aveva registrato negli anni ottanta). A settembre viene distribuito il loro singolo di debutto, limitato a 500 copie, Lay Down the Law.
Gli Switches sono stati in tour con The Rakes, The Automatic, Graham Coxon e hanno suonato al Reading and Leeds Festivals. Il 29 gennaio del 2007 pubblicano il secondo singolo Drama Queen, con la Atlantic Records. In aprile viene pubblicato l'album Heart Tuned To D.E.A.D., con una nuova registrazione di Lay Down the Law, raggiungendo la 64ª posizione nell'Official Albums Chart.
La band ha debuttato a Glastonbury nell'estate del 2007, aprendo il Saturday's Other Stage. All'inizio del 2008, Thom Kirkpatrick e Steve Godfrey hanno rimpiazzato rispettivamente Max Tite (basso) e James Gardiner (batteria). Al termine del tour con la band newyorkese The Bravery, gli Switches commercializzano l'album americano Lay Down the Law il 18 marzo 2008.
Riscontrando un modesto successo negli Stati Uniti, il gruppo ha visto diversi brani del loro album impiegati in televisione e film, come la traccia Lay Down the Law nel film Jumper - Senza confini, ma che non è presente nel relativo album della colonna sonora.
Il gruppo è apparso in televisione in The Album Chart Show e Transmission nel Regno Unito e al Jimmy Kimmel negli Stati Uniti.
Gli Switches si sono sciolti alla fine del 2008. I membri fondatori, Matt Bishop e Ollie Thomas, hanno dato vita l'anno dopo ai Flash Fiktion.

## Formazione
- Matt Bishop - voce, chitarra
- Ollie Thomas - chitarra e seconda voce
- Thom Kirkpatrick - basso
- Steve Godfrey - batteria

## Discografia

### Album in studio
- 2007 - Heart Tuned to D.E.A.D.
- 2008 - Lay Down the Law

### Raccolte
- 2007 - Album Sampler
- 2008 - Alternate Route To D.E.A.D.

### EP
- 2006 - Message from Yuz

### Singoli
- 2006 - Lay Down the Law
- 2006 - Drama Queen
- 2007 - No Hero

## Videografia
- 2006 - Lay Down The Law/If You Fail, We All Fail (split con Fields)